# Горыни (Ленинградская область)
Горыни — деревня в Ям-Тёсовском сельском поселении Лужского района Ленинградской области.

## История
Впервые упоминается в Писцовой книге Водской пятины 1500 года, как сельцо Горыни на Аредежи в Спасском на Аредежи погосте Новгородского уезда.

ГОРЫНИ — деревня с усадьбой при реке Оредежи, Горынского и Запередольского сельских обществ, прихода села Никольского.
 
Крестьянских дворов — 68. Строений — 280, в том числе жилых — 41. Ветряная мельница.

Число жителей по семейным спискам 1879 г.: 149 м. п., 170 ж. п.; по приходским сведениям 1879 г.: 147 м. п., 165 ж. п.

Во второй половине XIX века усадьба Горыни принадлежала отставному поручику Александру Петровичу Струбинскому.
В конце XIX — начале XX века деревня административно относилась к Тёсовской волости 3-го стана 3-го земского участка Новгородского уезда Новгородской губернии.

ГОРЫНИ — деревня Горынского сельского общества, дворов — 76, жилых домов — 76, число жителей: 299 м. п., 295 ж. п. 

Занятия жителей — земледелие, выпас телят. 

ГОРЫНИ — усадьба господина Струбинского, дворов — 1, жилых домов — 5, число жителей: 3 м. п., 5 ж. п. 

Занятия жителей — земледелие, выпас телят. Часовня, мелочная лавка. 

ГОРЫНИ — усадьба госпожи Погодицкой, дворов — 2, жилых домов — 2, число жителей: 7 м. п., 8 ж. п. 

Занятия жителей — земледелие. Смежна с деревней Горыни.(1907 год)

В начале XX века рядом с деревней находились небольшие курганы, два из которых были раскопаны до основания, в них были найдены человеческие кости и «секиры». Близ деревни, на берегу реки Оредеж находился ещё один курган высотой 2 сажени.

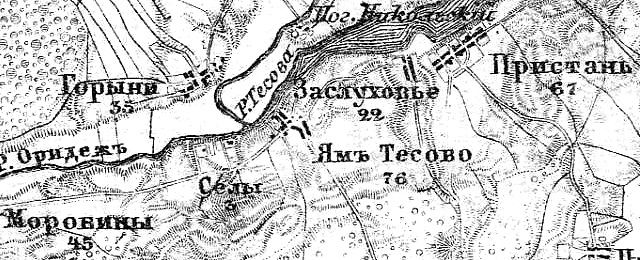
Деревня Горыни на карте 1915 года

Согласно карте из «Исторического атласа Санкт-Петербургской Губернии» 1915 года деревня Горыни насчитывала 35 дворов.
С 1917 по 1927 год деревня Горыни входила в состав Тёсовской волости Новгородского уезда Новгородской губернии.
С 1927 года, в составе Горынского сельсовета Оредежского района.
В 1928 году население деревни Горыни составляло 350 человек.
По данным 1933 года деревня Горыни являлась административным центром Горынского сельсовета Оредежского района, в который входили 4 населённых пункта: деревни Горыни, Молодежь, Щупогалово и хутор Горыни, общей численностью населения 857 человек.
По данным 1936 года в состав Горынского сельсовета входили 3 населённых пункта, 206 хозяйств и 3 колхоза.
C 1 августа 1941 года по 31 января 1944 года деревня находилась в оккупации.
С 1959 года, в составе Моровинского сельсовета Лужского района.
С 1965 года, в составе Пристанского сельсовета. В 1965 году население деревни Горыни составляло 115 человек.
По данным 1966 года деревня Горыни входила в состав Пристанского сельсовета Лужского района.
По данным 1973 и 1990 годов деревня Горыни входила в состав Приозёрного сельсовета.
По данным 1997 года в деревне Горыни Приозёрной волости проживали 57 человек, в 2002 году — 40 человек (русские — 87 %).
В 2007 году в деревне Горыни Ям-Тёсовского СП проживали 36 человек, в 2010 году — также 36, в 2013 году — 28.

## География
Деревня расположена в восточной части района близ автодороги 41А-004 (Павлово — Мга — Луга).
Расстояние до административного центра поселения — 16 км.
Расстояние до ближайшей железнодорожной станции Чолово — 10 км. 
Деревня расположена на правом берегу реки Оредеж.

## Демография
| 1884 | 1909 | 1928 | 1965 | 1997 | 2007 | 2010 |
| ---- | ---- | ---- | ---- | ---- | ---- | ---- |
| 319  | ↗618 | ↘350 | ↘115 | ↘57  | ↘36  | →36  |
| 2013 | 2017 |      |      |      |      |      |
| ↘28  | ↘23  |      |      |      |      |      |

## Достопримечательности
Часовня 1907 года постройки.

## Улицы
Береговая, Берёзовая аллея, Вольная, Торговая, Центральная.